# サウ
サウ (thou) は、ヤード・ポンド法での長さの単位。1/1000インチ。ミル (mil)、ミリインチ (milli-inch) とも。国際インチで換算すると25.4マイクロメートル。精密工作技術の発展に貢献したジョセフ・ホイットワースにより1844年に導入されたとされる。紙、フィルム、箔や塗料の厚み、針金や繊維の太さを表すのに使われる。
サウは英語のサウザンス (thousandth、1000分の1) の短縮形で、単複同形。口語では1000の意味でも使う。なお、thouと同じ綴りで「ザウ」と読めば、「汝（なんじ）」などと訳される、古い英語の二人称単数主格代名詞である。
ミルはラテン語のミッレ (mille、1000) の短縮形で、ミリと語源を同じくし複数形はmils。ミルは1/1000インチ以外に、1/1000ラジアン（ミル (角度)）、1/1000メートル（ミリメートル）、1/1000リットル（ミリリットル）、1/1000ドル（ミル）なども表す。
アメリカではサウ、イギリスではミルが使われる傾向がある。ただし、イギリスではメートル法に切り替わりつつある。アメリカではミルが使われてきたが、メートル法の普及に伴いミリメートルと紛らわしいためサウに切り替わってきた。しかし、プラスチック製IDカード（一般に30ミル＝0.76ミリメートル）やビニール袋などの厚みの単位として頻用されている。これとは別に、軍事用単位として、照準測距儀に多用される同一単位名だがミリラジアンに由来する角度単位（ミル (角度) 参照）が存在し、NATOや自衛隊等で採用されている。
薄いシート状のものの厚みを表す場合、1 thou (1 mil) の 1/100 を表すゲージという単位も用いられる。単位間の関係は以下の通りである。
1 thou (mil) = 1/1000 inch = 25.4/1000 mm = 25.4 μm = 100 gauge